# Marcy-sous-Marle
Marcy-sous-Marle – miejscowość i gmina we Francji, w regionie Hauts-de-France, w departamencie Aisne.
Według danych na styczeń 2014 roku gminę zamieszkiwało 226 osób, a gęstość zaludnienia wynosiła 52 osoby/km².